# 反射光學

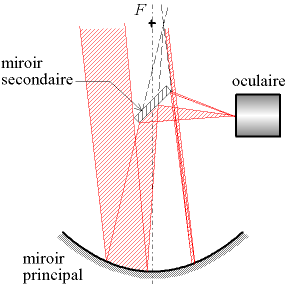
牛頓 (反射光學) 望遠鏡的光路圖。

反射光學是使用鏡子反射光線和成像的光學系統。開始於希臘的κατοπτρικός (鏡面)。.
反射光學 (Catoptrics)這本書被認為是歐基里德的著作，含蓋著鏡面的數學理論，特別是平面鏡和球面凹鏡城象的數學理論。
第一個實用的反射光學望遠鏡 ("牛頓望遠鏡") 是艾薩克·牛頓為解決使用透鏡作為物鏡 (屈光學望遠鏡) 的色差而製造的。